# Harris Manchester College

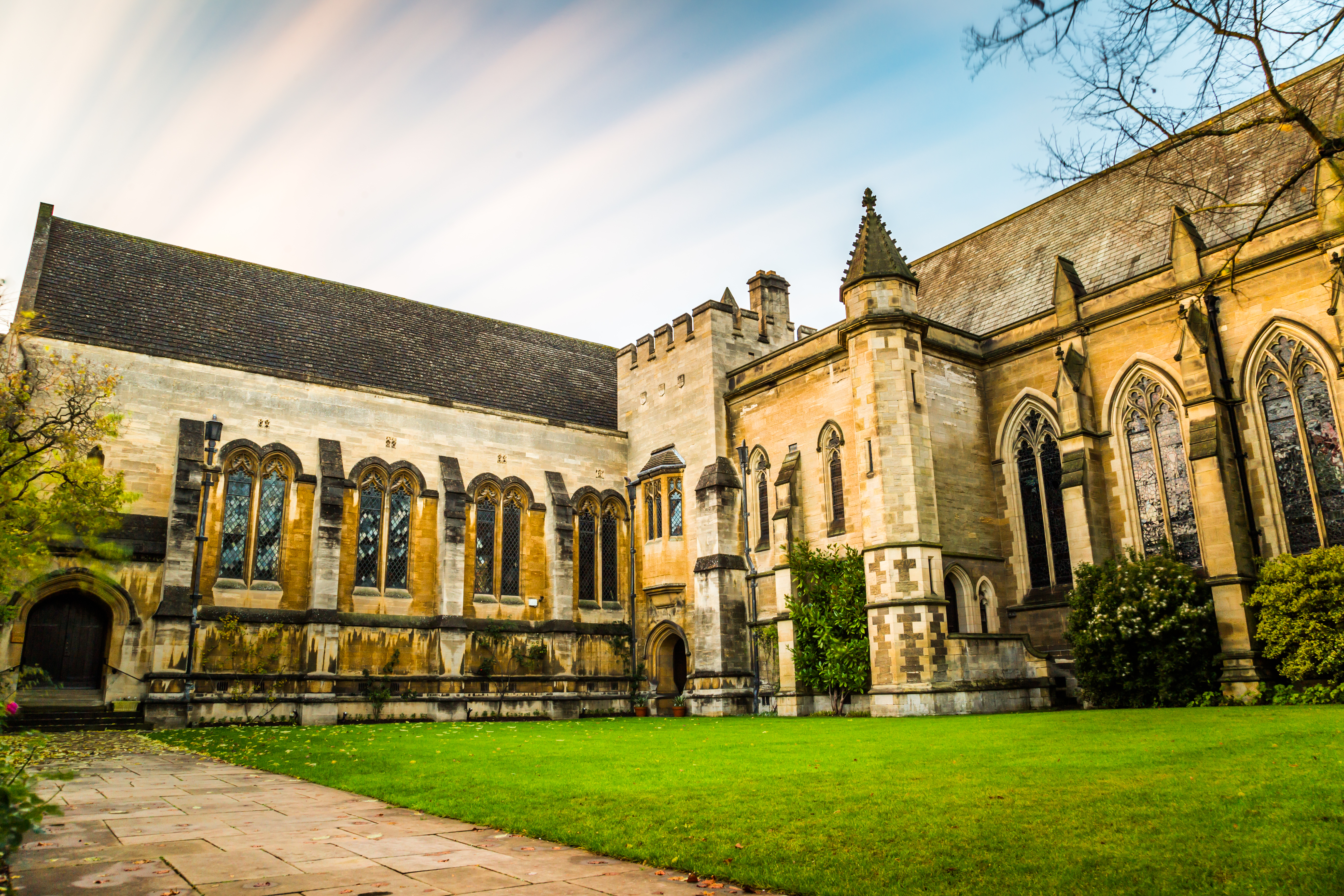
Arlosh Quad, Harris Manchester College

Harris Manchester College is van de 39 colleges van de Universiteit van Oxford en werd gesticht 1786. Sinds 1966 is het een volwaardige college. Harris Manchester College is gemengd, en laat dus zowel mannelijke als (sinds 1876) vrouwelijke studenten toe.

## Geschiedenis

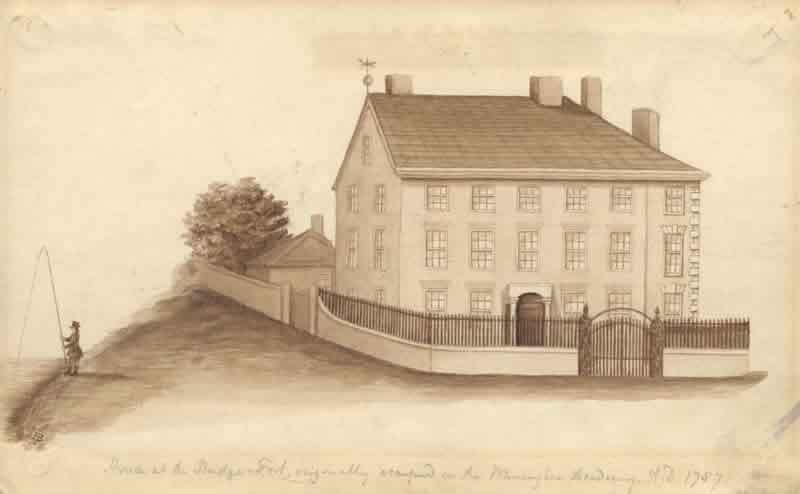
Warrington Academy

Harris Manchester College is de opvolger van de in 1757 in Warrington opgerichte Warrington Academy. Dit was een van de zogenaamde Dissenter Academies, bedoeld voor onderwijs aan niet-anglicaanse christenen, die toentertijd nog niet werden toegelaten aan de universiteiten van Oxford en Cambridge. Een bekende leraar aan Warrington Academy was in die dagen de natuurkundige en theoloog Joseph Priestley. In 1786 verhuisde de academie naar Manchester en kreeg daar de naam Manchester Academy. Daarna verhuisde de academie nog een paar keer, tot het in 1840 wederom in Manchester terecht kwam en daar de deuren opende onder de naam New Manchester Academy. Een overeenkomst met de Universiteit van Londen maakte het mogelijk dat studenten aldaar konden afstuderen met een academische titel. In de tussentijd was de academie vooral een opleidingsinstituut voor unitarisch christenen geworden. In 1893 verhuisde de academie naar Oxford, waar het een aantal nieuwe gebouwen betrok. In 1966 werd  Manchester College een van de 39 constituerende colleges van de Universiteit van Oxford. De huidige naamgeving, Harris Manchester College dateert van 1990. Het naamdeel Harris verwijst naar de Britse politicus Philip Harris, Baron Harris of Peckham (*1942), een financiële weldoener van het College.
Bekende alumni: Gertrude von Petzold (1876-1952), eerste vrouwelijke dominee in het Verenigd Koninkrijk; Íngrid Betancourt (*1961), Colombiaans politica; Karen Harrison (1960-2011), eerste vrouwelijk machinist in het Verenigd Koninkrijk; Edward Enfield (1811-1880), Brits filantroop; James Martineau (1805-1900), unitarisch predikant en godsdienstfilosoof; Albert McElroy (1915-1975), Noord-Iers non-subscribing presbyteriaans predikant en Labour politicus; Philip Wicksteed (1844-1927), georgistisch econoom, unitarisch theoloog en mediëvalist; Lord Nicholas Windsor (*1970), lid van het Britse koninklijk huis, anti-abortusactivist.